# Buster Bunny
Buster Bunny este un personaj fictiv din serialul de desene animate Micii poznași, creat de Warner Brothers. El este personajul principal al serialului, alături de Babs Bunny. El studiază la Looneyversitatea Acme. Bugs Bunny este mentorul lui. Cei mai buni prieteni ai lui sunt Babs Bunny, Plucky Duck și Hamton Pig. Buster locuiește într-o gaură în pământ.

## Personaj
Buster este un iepuraș alb-albastru cu nas roz care poartă un tricou roșu și mănuși albe. El este bun, isteț, harnic și amuzant. A fost creat pe baza lui Bugs Bunny.

## Voci
- Charlie Adler (1990-1992; 2002)
- John Kassir (1992-1998)

Charlie Adler l-a jucat pe Buster în Micii poznași sezoanele 1-3 (episoadele 1-83, 85-92, 94-97 și majoritatea episodului 93) (14 septembrie 1990—18 octombrie 1992 [episoadele 1-83]; 20 octombrie 1992—12 noiembrie 1992 [episoadele 85-92, majoritatea episodului 93]; 13 noiembrie 1992—23 noiembrie 1992 [episoadele 94-97]) și în filmul Tiny Toon Adventures: How I Spent My Vacation (11 martie 1992). Aproape de sfârșitul sezonului 3, Charlie Adler a părăsit serialul, deși mai erau puține episoade de înregistrat, din cauza unor probleme de salariu. John Kassir a terminat ultimele replici ale lui Buster în locul lui Charlie Adler în episodul The Horror of Slumber Party Mountain (în ordinea producerii: episodul 96; cronologic: 93) (12 noiembrie 1992). Apoi, John Kassir l-a jucat pe Buster în episoadele The Return of Batduck (în ordinea producerii: episodul 97; cronologic: 84) (19 octombrie 1992) și It's A Wonderful Tiny Toons Christmas Special (în ordinea producerii și cronologic: episodul 98) (6 decembrie 1992) și în episoadele speciale Spring Break (în ordinea producerii și cronologic: episodul 99) (27 martie 1994) și Night Ghoulery (în ordinea producerii și cronologic: episodul 100) (28 mai 1995). John Kassir l-a jucat pe Buster și în jocurile video Tiny Toon Adventures: Buster and the Beanstalk (din 1996) și Tiny Toon Adventures: The Great Beanstalk (din 1998). Charlie Adler s-a întors să îl joace pe Buster în ultimul joc video: Tiny Toon Adventures: Defenders of the Universe (1 septembrie 2002).
În limba română, Buster este jucat de Richard Balint.